# Кяблі
Кяблі (ест. Käbli) — село в Естонії, входить до складу волості Міссо, повіту Вирумаа.